# Ritratto maschile (Bianchi)
Ritratto maschile è un dipinto a olio su tela e misura 73 cm x 59 cm realizzato nel 1875 dal pittore italiano Mosè Bianchi.
È conservato nei Musei Civici di Monza.